# Мурсия, Хосе
Хосе «Пепе» Мурсия Гонсалес (исп. José "Pepe" Murcia González; род. 3 декабря 1964, Кордова) — испанский футболист и тренер.

## Биография
Начал тренерскую карьеру в сезоне 1992/93 после ухода из профессионального футбола из-за травмы колена. Хосе возглавил молодёжную команду «Алькасар». Через два года тренировал юношескую команду «Сенеса», а затем стал работать с юниорами «Кордовы».
После работе с кантерой «Кордовы» Хосе Мурсия в 2000 году становится главным тренером команды «Кордова Б», а через год возглавил непосредственно «Кордову». Команда под руководством Мурсии показывает неплохие результаты, а в четвертьфинале Кубка Испании по сумме двух матчей «Кордова» оставляет за бортом соревнований «Мальорку».
В сезоне 2002/03 Мурсия работает с клубом «Картахена». По окончании сезона Хосе Мурсия принимает приглашение возглавить команду «Атлетико Мадрид B», с которой выигрывает Сегунду B в 2004 году. В сезоне 2005/06 после увольнения Карлоса Бьянки Хосе Мурсия становится у руля «Атлетико Мадрид». Задача на сезон — попадание в еврокубки не была выполнена — всего лишь 10-е место, и контракт с Мурсией не был продлен.
В сезоне 2006/07 «Херес» под руководством Пепе Мурсии занимает 9-е место в Сегунде. В декабре 2007 года становится наставником «Кастельона» и добивается неплохого результата — 5-е место в Сегунде. В 2008 году становится главным тренером «Сельты» и руководит командой до 2 марта 2009 года, когда ему на смену пришёл Эусебио Сакристан.
7 июля 2009 года возглавил «Альбасете», но после 14-го тура был отправлен в отставку. 15 февраля 2011 года был подписан контракт с «Саламанкой», но после двух месяцев пребывания в должности был уволен. В августе 2011 года Пепе Мурсия подписал контракт с ФК «Брашов» на два года, но вскоре оставил свой пост.